# Битва престолів
Битва пристолів — російське костюмоване реаліті-шоу продюсера Валерія Комісарова, яке з 14 лютого 2020 року виходить на відеосервесі Megogo.

## Опис
"Битва пристолів" — проект, в якому учасники живуть в декораціях та по законам Середньовіччя. Учасником реаліті-шоу може стати кожен бажаючий. За словами Валерія Комісарова кількість заявок на участь в проекті більше 10 тисяч.
За життям учасників слідкують більш ніж 300 камер, які розповсюдженні по всьому знімальному майданчику.

## Ведучі
- Настасья Самбурська
- Дарина Зотєєва (Instasamka) — буле ведучою з початку проекту до березня 2020 року. Комісаров вигнав Дарину з проекту, не виплативши половину гонорару, через її зізнання в одному з шоу про те, що вона бере участь в проекті через гроші та не збирається в ньому затримуватись. Крім того, вона на заступилась за проект, коли його назавали "Зашкваром".
- Перед початком проекту Валерій Комісаров стверджував, що однією з ведучих стане 3D-голограма Людмили Гурченко.

## Правила
На проекті два королівства — червоні та сині. В королівство входять Король, Перша Леді, Перший міністр, Палач та Шут.
Кожен тиждень проходить битва між королівствами. Королівство, яке програє - обирає нового короля. 
Король та королево отримують необмежену владу та 1 мільйон російських рублів на місяць.

## Учасники
- Синє королівство

1. Ісаєва Катерина - 18 років, Санкт-Петербург. З 1 дня
2. Чернікова Валентина - 23 роки, Вороніж. З 1 дня
3. Сабіде Поль - 37 років, Москва. З 1 дня.
4. Бабуєва Саті - 30 років, Сергіїв Посад. З 1дня
5. Гамзатов Саїд (Сайка Балалайка) - Москва. З 1 дня.
6. Сімакова Анастасія - 18 років, Набережні Челни. З 1 дня.
7. Москальова Єлена - 23 роки, Північний Кавказ. З 1 дня.
8. Камальдінова Аделя - 31 рік, Казань. З 1 дня по т.ч..
9. Мельников Артем (Артем Фартовий) - 21 рік, Москва. З 1 дня
10. Мішин ігор - 29 років, Москва. З 1 дня. Відсутній пупок.

- Червоне королівство

1. Іванов Максим - 32 роки, Москва. З 1 дня
2. Бахир Антон - 26 років, Електросталь. З 1 дня
3. Ангелова Сабрина - 31 рік, Москва. З 1 дня.
4. Сабашвили Саба - 28 років, Москва. З 1 дня
5. Риндіна Аріна (Аріна Прєкраті) - 20 років, Москва. З 1 дня.
6. Фастос Віта - 23 роки, Москва. З 1 дня.
7. Морозова Анастасія - 20 років, Москва. З 1 дня.
8. Ліхтерман Вікторія - 27 років, Москва, еротична поетеса. З 1 дня.
9. Сабанін Олександр (Алексашка) - Санкт-Петербург. З 1 дня.